# Министерство императорского двора
Министе́рство импера́торского двора́ (также Дворцо́вое ве́домство) — государственный орган Российской империи, занимавшийся обеспечением деятельности императорского двора и выполнявший ряд других функций. Учреждён 22 августа (3 сентября) 1826 года под названием «Министерство Императорского Двора и уделов». Со свержением монархии министерство потеряло основной смысл существования, однако процесс его ликвидации затянулся до начала 1918 года.
Министерство объединяло все части придворного управления вне контроля сената или какого бы то ни было другого высшего установления. Оно возглавлялось министром двора, который состоял под непосредственным ведением государя. Все повеления министр императорского двора получал непосредственно от государя и по делам, требующим Высочайшего разрешения, также имел право входить с докладом прямо к государю. Такое положение министерства императорского двора объясняется тем, что предмет его деятельности имел государственный характер, и касался императорского дома.
В 1858 году к министерству императорского двора была присоединена экспедиция церемониальных дел, а в 1859 году — Императорская археологическая комиссия. Существенным преобразованиям во всех своих частях министерство подверглось в царствование императора Александра III: коллегиальное начало, господствовавшее до тех пор в учреждениях министерства императорского двора, было заменено началом единоличным. Эти преобразования были завершены изданием нового учреждения министерства 16 апреля 1893 года. По новому законодательству, министр императорского двора — главный начальник над всеми частями придворного ведомства и вместе с тем министр уделов и канцлер Императорских орденов. В его главном ведении состояли Императорская Академия художеств и Московское художественное общество.
В 1893 году была учреждена должность помощника министра императорского двора, с правами и обязанностями товарища министра.
Указом от 11 октября 1905 года управление дворцового коменданта, заведующее дворцовой полицией, включено в состав министерства императорского двора.

## Организационная структура министерства
Министерство Императорского Двора состояло из следующих частей:
- совет при министре, созываемый в случае надобности и состоящий под председательством министра или другого лица, по его назначению, из начальников установления министерства;
- общие установления;
- особенные установления;
- капитул Императорских и Царских орденов;
- главное управление уделов.

К общим установлениям министерства Императорского Двора принадлежали:
- канцелярия министра Императорского Двора и уделов;
- кабинет Его Императорского Величества;
- контроль министерства Императорского Двора, состоящий под управлением заведующего из ревизионного, бухгалтерского и технического отделов;
- касса министерства Императорского Двора, с отделениями в Москве, Барнауле и Нерчинске;
- общий архив министерства Императорского Двора;
- инспекция врачебной части министерства Императорского Двора, заведующая придворной аптекой и госпиталями дворцового ведомства. (Учреждена 1 января 1843 г. для медицинского обслуживания императора и его семьи, и имела следующие названия: Придворная медицинская часть (1 января 1843-24 апреля 1888);  Инспекция врачебной части Министра императорского двора (24 апреля 1888-17 января 1898); Придворная медицинская часть (17 января 1898-24 января 1918); Медицинская часть (24 января 1918-15 июня 1918).

Особенные установления министерства Императорского Двора:
- управление гофмаршальской части;
- экспедиция церемониальных дел;
- придворная конюшенная часть;
- Императорская охота;
- придворное духовенство;
- придворная певческая капелла;
- придворный музыкантский хор;
- собственные Е. И. В. («его императорского величества») библиотеки;
- собственный Его Императорского Величества гараж;
- Императорский Эрмитаж;
- дирекция Императорских театров;
- управление Собственным Е. И. В. дворцом;
- дворцовые управления спб., московское, царскосельское, петергофское, гатчинское, варшавское;
- управление Павловском;
- Императорская академия художеств;
- Императорская археологическая комиссия;
- дворы Их Императорских Высочеств великих князей и великих княгинь;
- электротехническая часть при министерстве Императорского Двора;
- рота дворцовых гренадер;
- управление княжеством Ловичским;
- канцелярия Е. И. В. Государыни Императрицы (к началу XX века таких канцелярий было две: канцелярия Её И. В. Государыни Императрицы Александры Феодоровны и канцелярия вдовствующей Государыни Императрицы Марии Феодоровны).

## Министры и Временные управляющие
- Волконский, Пётр Михайлович (22.08.1826—27.08.1852)
- Адлерберг, Владимир Фёдорович (30.08.1852—17.04.1870)
- Адлерберг, Александр Владимирович (17.04.1870—17.08.1881)
- Баранов, Эдуард Трофимович — Временный управляющий в 1871 и в 1874
- Воронцов-Дашков, Илларион Иванович (17.08.1881—06.05.1897)
- Фредерикс, Владимир Борисович (06.05.1897—28.02.1917)

## Аналоги в других государствах
Не во всех западноевропейских государствах существовали отдельные министерства двора.
В Британии нет учреждения, в котором сосредотачивалось бы все придворное управление; оно распадается на три отдельные части — гофмаршала (Lord Steward), камергера и шталмейстера (master of the horse). При управлении лорда-камергера состоят и придворные дамы, с правительницей гардеробной во главе. С переменой кабинета меняются и лица, занимающие главнейшие придворные должности.
В Италии заведование королевским двором также было вверено трем лицам: министру двора, заведующему собственно хозяйственной частью, префекту дворца и первому генерал-адъютанту; на эти должности назначались обыкновенно лица, совершенно чуждые политики.
В Австро-Венгрии министерство иностранных дел было вместе с тем и министерством двора.
В Пруссии с 1819 года существовало особое министерство королевского двора, ведающее также и дела о правах дворянского состояния, для чего при нем состояло особое учреждение — герольдия (Heroldsamt).